# Бессмертных, Александр Андреевич
Алекса́ндр Андре́евич Бессмертных (род. 15 сентября 1986, Берёзовский, Кемеровская область) — российский лыжник, серебряный призёр зимних Олимпийских игр 2014 года в эстафете, трёхкратный серебряный призёр чемпионатов мира, призёр этапов Кубка мира и чемпионата мира среди молодёжи. Заслуженный мастер спорта.

## Спортивная карьера
На молодёжных чемпионатах мира Бессмертных завоевал одну серебряную и одну бронзовую медали.
В Кубке мира Бессмертных дебютировал 8 марта 2009 года, в январе 2013 года попал в тройку лучших на этапе Кубка мира, в масс-старте на 15 км классическим стилем. Кроме подиума имеет на своём счету 3 попадания в десятку лучших на этапах Кубка мира, все в эстафетах. В составе первой эстафетной четверки (2 этап) на этапе кубка мира в Лиллехаммере завоевал золото. Лучшим достижением Бессмертных в общем итоговом зачёте Кубка мира является 55 место в сезоне 2011/12. Выиграл молодёжь.
На зимних Олимпийских играх 2014 года в Сочи стал седьмым в классической гонке с раздельного старта на 15 км. Лучший результат в чемпионатах России — чемпион России 2013 на 50 км, вторые места в гонках на 15 км классикой в 2011 году и на 70 км классикой в 2012 году.
27 февраля 2019 года Александр Бессмертных принес России серебряную медаль чемпионата мира в австрийском Зеефельде. Он стал вторым в гонке классическим стилем на 15 км. Александр преодолел дистанцию за 38:52,5 секунды.

## Наложение и снятие дисквалификации
22 декабря 2017 года решением Международного олимпийского комитета за нарушение антидопинговых правил лишён серебряной медали Олимпийских игр 2014 года в Сочи и пожизненно отстранен от участия в Олимпийских играх. Спортсменом была подана апелляция, и 1 февраля 2018 г. решением Спортивного арбитражного суда она была полностью удовлетворена. Следствием стало признание отсутствия нарушения антидопинговых правил и отмена пожизненной дисквалификации. Результаты выступления на Олимпийских играх в Сочи были полностью восстановлены.

## Результаты

### Олимпийские игры
| Олимпийские игры | Спринт | Командный спринт | 15 км раздельный старт | 15+15 км скиатлон | 50 км масс-старт | Эстафета |
| ---------------- | ------ | ---------------- | ---------------------- | ----------------- | ---------------- | -------- |
| 2014 Сочи        | —      | —                | 7                      | —                 | —                | 2        |

### Чемпионаты мира по лыжным видам спорта
| Чемпионат мира      | Спринт | Командный спринт | 15 км раздельный старт | 15+15 км скиатлон | 50 км масс-старт | Эстафета |
| ------------------- | ------ | ---------------- | ---------------------- | ----------------- | ---------------- | -------- |
| 2013 Валь-ди-Фьемме | —      | —                | —                      | —                 | 23               | —        |
| 2015 Фалун          | —      | —                | —                      | —                 | 10               | 4        |
| 2017 Лахти          | —      | —                | 4                      | 17                | —                | 2        |
| 2019 Зефельд        | —      | —                | 2                      | —                 | —                | 2        |

## Награды
- Медаль ордена «За заслуги перед Отечеством» I степени (24 февраля 2014 года) — за большой вклад в развитие физической культуры и спорта, высокие спортивные достижения на XXII Олимпийских зимних играх 2014 года в городе Сочи[4][5].
- Заслуженный мастер спорта России (17 февраля 2014 года)[6].
- Медаль «Спортивная Доблесть Кузбасса» (2009 год)